# Piano Circus
Piano Circus est un ensemble musical, britannique composé de six pianistes.

## Histoire
À origine, l'ensemble de six pianos est formé en 1989, pour interpréter l'œuvre de Steve Reich, Six Pianos. Les membres fondateurs sont Kirsteen Davidson-Kelly, Richard Harris, Kate Heath, Max Richter, Ginny Strawson et John Wood.
Depuis, Piano Circus crée un répertoire de plus d'une centaine d'œuvres, dont la plupart spécialement écrites pour l'ensemble. Il s'agit d'œuvres de Kevin Volans, Graham Fitkin, Brian Eno, Louis Andriessen, Erkki-Sven Tüür, Terry Riley, Nikki Yeoh, Michael Nyman, Robert Moran, Peter Bengtson et Heiner Goebbels.
Les six pianistes membres actuels de Piano Circus — en 2016  : Dawn Hardwick, James Young, Paul Cassidy, Neil Georgeson, Leo Nicholson et Nathan Williamson — ont un large éventail d'expérience, allant de la musique classique traditionnelle occidentale, au jazz, en passant par la pop et le rock, la musique traditionnelle d'Afrique et d'Asie, l'improvisation et la composition. Les membres de Piano Circus, travaillent également en collaboration avec les créateurs du cinéma et de la vidéo, du théâtre et des artistes de cirque, danseurs et chorégraphes et dans divers contextes éducatifs.
Le groupe se produit à travers le Royaume-Uni et hors d'Angleterre, avec des apparitions à la Southbank Centre, de Londres, au Lincoln Center, à New York ; au Huddersfield Contemporary Music Festival, au Festival d'Edimbourg, au festival de Bath, au festival Big Chill Enchanted Garden, aux festivals de Hong Kong et Singapour, au Festival d'Istanbul, au NYYD festival (en Estonie), au festival Musica Ficta (en Lituanie), au CREA et au festival des 38e Rugissants (en France), Settembre Musica (en Italie) et au Canada (Banff residency), aux États-unis, en Suède, aux Pays-Bas, au Portugal et en Espagne.
Les membres de l'ensemble Piano Circus sont actuellement artiste associé à l'Université de Brunel de Londres, où ils travaillent avec le compositeur Colin Riley et à travers lui, avec le batteur Bill Bruford. Un album de la nouvelle musique intitulé « Skin and Wire », est publié sur le label Summerfold Records, en 2009.

## Discographie
Piano Circus a publié sept disques avec le label Argo/Decca et des disques disponibles sur son propre label.
- Skin and Wire, The Music of Colin Riley - avec Bill Bruford (2009) (OCLC 429048922)
- Transmission : Conlon Nancarrow (Studies for Player Piano, No. 5), Barak Schmool (Stolen train), Erkki-Sven Tüür (Transmission), Peter Bengtson (Carillon)... (2002, Piano Circus PCD003)[6]
- Landscapes of the Heart (collaboration avec Aerial Theatre group, Scarabeus)
- Max Richter, Future Sound of London (1998, Piano Circus PCD002)[7]
- Graham Fitkin, Log, Line & Loud (9-11 septembre 1991/1994, Decca) (OCLC 945931407 et 969774090)
- Morgan Fisher, Miniatures
- Loopholes : Richard Harris, Hexada et Swive ; Carlie Barber, Kantilan karangan ; Max Richter, Cake music ; Gongstream ; Rain, sun... ; Barak Schmool, Stolen Train ; Julie Wolfe, My Lips From Speaking (29 novembre/2 décembre 1993, Argo) (OCLC 36132697)
- Robert Moran, Desert of Roses/Ten miles high over Albania/Open Veins (6-8 août 1991, Argo/Decca)
- Chris Fitkin/Nyman ; Seddon/Simon Rackham (1990/1991 Decca) (OCLC 945923014)
- Stravinsky, Les Noces - Ernst Senff Chor Berlin ; Piano Circus ; Deutsches Symphonie-Orchester Berlin, dir. Vladimir Ashkenazy (21-24 mars 1994, Decca) (OCLC 972677702)
- Kevin Volans, Kneeling dance ; David Lang, Face so pale ; Reich, Four organs ; Robert Moran, Three dances ; Anastasia's two-step ; Miami city slink ; Lithuanian spin (29 novembre et 1er décembre 1992, Argo/Decca) (OCLC 31395107)
- Steve Reich, Six Pianos et Terry Riley, In C (1990, Argo/Decca 430 380-2)[8] (OCLC 602451935)